# Casa Josep Sunyer
La casa Josep Sunyer és un edifici de Sitges (Garraf) inclòs a l'Inventari del Patrimoni Arquitectònic de Catalunya.

## Descripció
Els dos edificis (en origen un) presenten una estructura pràcticament idèntica, que consta de planta baixa, dos pisos i terrat. La planta baixa és formada per una base de pedra i dues obertures; la de l'esquerra, d'arc de mig punt, dona accés a les plantes. Al primer pis hi ha dues obertures allindades; la de la dreta és un balcó amb barana de ferro. Al segon pis s'obre una galeria amb quatre arcs de mig punt. El conjunt es corona amb un terrat a la catalana, que té barana calada de ceràmica.
De les dues cases, la de l'esquerra és la que ha sofert menys modificacions. Presenta com a elements remarcables els esgrafiats que emmarquen les obertures de la planta baixa i el primer pis. La de la dreta, en canvi, ha sofert un increment en alçària de dos pisos i una modificació considerable a la planta baixa, a conseqüència de la instal·lació d'una entitat bancària.

## Història
En el seu origen es tractava d'un sol edifici, però en data de l'1-8-1923 apareix documentada a l'Arxiu Històric Municipal de Sitges la sol·licitud del propietari Josep Suñé Alaix, per modificar-lo i convertir-lo en dos. El mateix dia, l'hi va ser coincidida l'autorització. Els plànols apareixen signats per l'arquitecte M. Rubio. Les obres de remodelació devien ser finalitzades l'any 1925, data que apareix inscrita a la clau de l'arc de la porta de l'edifici de l'esquerra (Villa Candelaria)